# Familiaire mediterrane koorts
Familiaire mediterrane koorts of FMF is een relatief zeldzame erfelijke afwijking met een auto-inflammatoire component. De overerving is meestal autosomaal recessief. De aandoening doet zich voor bij 1-5 op de 1.000 personen, en vaker bij personen van Armeense, Arabische, Turkse en Joodse afkomst en openbaart zich vanaf de kinderleeftijd. Deze erfelijke afwijking is niet te verwarren met Middellandse Zeekoorts, een Brucellose-infectie bij mensen.

## Verschijnselen
Bij FMF kunnen er zich herhaaldelijk koortsaanvallen voordoen, die vaak gepaard gaan met buikpijn. De aandoening wordt om die reden in het begin vaak verward met een infectieziekte, en bij langdurige klachten met een inflammatoire darmziekte.
De koortsaanvallen doen zich voor in episodes en zijn wisselend. Er zijn ook tussenpozen zonder klachten. Een aanval duurt meestal niet langer dan een dag. De symptomen verdwijnen meestal vanzelf. Naast de buikpijn is er vaak sprake van een pijnlijke ademhaling, pijn achter het borstbeen, artralgie of artritis en soms zwelling van het scrotum. Soms zijn er huidafwijkingen.
De aanvallen kunnen er toe leiden dat er zich eiwitten opstapelen in het lichaam. Hierdoor kan blijvende nierschade ontstaan.

## Diagnose
De diagnose wordt gesteld op basis van de combinatie van symptomen. DNA-onderzoek kan de diagnose meer of minder waarschijnlijk maken, maar kan de diagnose niet bewijzen of verwerpen.

## Behandeling
De behandeling is met name gericht op het voorkomen van nierschade die door de aanvallen veroorzaakt kan worden. Het medicijn colchicine kan aanvallen sterk verminderen. Het middel kan gebruikt worden tijdens de zwangerschap en heeft geen effect op de vruchtbaarheid. Bij slechts 10% van de FMF wordt er geen verbetering gezien. In dat geval wordt er gebruik gemaakt van de interleukine (IL)-1 remmer anakinra.